# M2o Party
m2o Party era un programma musicale in onda su m2o Radio.

## Storia
Il programma, nato nel 2011 è condotto da Andrea Mattei e Micol Ronchi e mixato da Fabio Amoroso.
È in onda su m2o Radio dal lunedì al venerdì dalle 20:00 alle 22:00.